# Great Lumley
Great Lumley is een civil parish in het bestuurlijke gebied Durham, in het Engelse graafschap Durham met 3684 inwoners.